# Сомо
Со̀мо (на италиански: Sommo; на ломбардски: Sum, Сум) е село и община в Северна Италия, провинция Павия, регион Ломбардия. Разположено е на 80 m надморска височина. Населението на общината е 1166 души (към 2017 г.).